# 서퍽주

서퍽 주의 위치

서퍽주(Suffolk)는 영국 잉글랜드 동남쪽에 있는 주로 주도는 입스위치(Ipswich)이며 면적은 3,798km2, 인구는 730,100명(2014년 기준), 인구 밀도는 192명/km2이다. 북쪽으로는 노퍽주, 서쪽으로는 케임브리지셔주, 남쪽으로는 에식스주, 동쪽으로는 북해와 접한다. 이 곳 동쪽 바다에 인공섬을 근거지로 한 마이크로네이션인 시랜드 공국이 있다. 이곳에서 로버트 그로스테스트와 에드 시런이 태어났다.

## 같이 보기
- 서튼후